# Cytheropteron crassipinnatum
Cytheropteron crassipinnatum är en kräftdjursart som beskrevs av Brady och Norman. Cytheropteron crassipinnatum ingår i släktet Cytheropteron och familjen Cytheruridae. Inga underarter finns listade i Catalogue of Life.